# Crypsithyris hoenei
Crypsithyris hoenei är en fjärilsart som beskrevs av Petersen och Reinhardt Gaedike 1993. Crypsithyris hoenei ingår i släktet Crypsithyris och familjen äkta malar. Inga underarter finns listade i Catalogue of Life.